# Adama
Adama (em oromo: Adaamaa, em amárico: አዳማ), anteriormente Nazret (em amárico: ናዝሬት), é uma das cidades da região de Oromia, na Etiópia. Localizada a 90 km da capital Adis Abeba, a cidade fica entre a base de uma escarpa a oeste e o Grande Vale do Rift a leste.

## História
O nome da cidade Adama pode ter derivado da palavra oromo adaamii, que significa um cacto ou uma árvore semelhante a um cacto. Mais especificamente, adaamii significa Euphorbia candelabrum, uma árvore da família spurge, enquanto hadaamii significaria figo indiano. Após a Segunda Guerra Mundial, o Imperador Haile Selassie renomeou a cidade em homenagem à Nazaré bíblica, e esse nome foi usado pelo resto do século XX. Em 2000, a cidade voltou oficialmente ao seu nome original Oromo, Adama, embora Nazaré ainda seja amplamente utilizado.
Em 2000, o governo mudou a capital regional de Oromia de Adis Abeba para Adama, gerando considerável controvérsia. Os críticos da medida acreditavam que o governo etíope desejava dar menos importância à localização de Adis Abeba na Oromia. Por outro lado, o governo sustentou que Adis Abeba “foi considerado inconveniente do ponto de vista do desenvolvimento da língua, da cultura e da história do povo Oromo”.
Em 10 de Junho de 2005, a Organização Democrática do Povo Oromo (OPDO), parte da coligação governante EPRDF, anunciou oficialmente planos para transferir a capital regional de volta para Adis Abeba.

## Demografia
Com base no Censo de 2007 realizado pela Agência Central de Estatística da Etiópia (CSA), esta cidade tem uma população total de 220.212 habitantes, um aumento de 72,25% em relação à população registrada no censo de 1994, dos quais 108.872 são homens e 111.340 mulheres. Com uma área de 29,86 quilômetros quadrados, Adama tem uma densidade populacional de 7.374,82; todos são habitantes urbanos. Um total de 60.174 domicílios foram contabilizados nesta cidade, o que resulta em uma média de 3,66 pessoas por domicílio e 59.431 unidades habitacionais. Os quatro maiores grupos étnicos relatados em Adama foram os Oromo (39,02%), os Amhara (34,53%), os Gurage (11,98%) e os Silte (5,02%); todos os outros grupos étnicos representavam 9,45% da população. O amárico era falado como primeira língua por 59,25%, 26,25% falavam oromo e 6,28% falavam guragiegna ; os 8,22% restantes falavam todas as outras línguas primárias relatadas. A maioria dos habitantes afirmou praticar o cristianismo ortodoxo etíope, com 63,62% da população relatando que observava essa crença, enquanto 24,7% da população era muçulmana e 10,57% era protestante . 

## Transporte
A cidade está situada ao longo da estrada que liga Adis Abeba a Dire Dawa. Um grande número de caminhões usa essa mesma rota para viajar. Além disso, a nova ferrovia Adis Abeba-Djibuti passa por Adama.

## Clima
O sistema de classificação climática de Köppen-Geiger classifica o clima predominante na cidade como tropical úmido e seco (Aw).
| Dados climatológicos para Wenji Gefersa / Adama (1971–2000) | Dados climatológicos para Wenji Gefersa / Adama (1971–2000) | Dados climatológicos para Wenji Gefersa / Adama (1971–2000) | Dados climatológicos para Wenji Gefersa / Adama (1971–2000) | Dados climatológicos para Wenji Gefersa / Adama (1971–2000) | Dados climatológicos para Wenji Gefersa / Adama (1971–2000) | Dados climatológicos para Wenji Gefersa / Adama (1971–2000) | Dados climatológicos para Wenji Gefersa / Adama (1971–2000) | Dados climatológicos para Wenji Gefersa / Adama (1971–2000) | Dados climatológicos para Wenji Gefersa / Adama (1971–2000) | Dados climatológicos para Wenji Gefersa / Adama (1971–2000) | Dados climatológicos para Wenji Gefersa / Adama (1971–2000) | Dados climatológicos para Wenji Gefersa / Adama (1971–2000) | Dados climatológicos para Wenji Gefersa / Adama (1971–2000) |
| Mês                                                         | Jan                                                         | Fev                                                         | Mar                                                         | Abr                                                         | Mai                                                         | Jun                                                         | Jul                                                         | Ago                                                         | Set                                                         | Out                                                         | Nov                                                         | Dez                                                         | Ano                                                         |
| ----------------------------------------------------------- | ----------------------------------------------------------- | ----------------------------------------------------------- | ----------------------------------------------------------- | ----------------------------------------------------------- | ----------------------------------------------------------- | ----------------------------------------------------------- | ----------------------------------------------------------- | ----------------------------------------------------------- | ----------------------------------------------------------- | ----------------------------------------------------------- | ----------------------------------------------------------- | ----------------------------------------------------------- | ----------------------------------------------------------- |
| Temperatura máxima média (°C)                               | 26,3                                                        | 27,3                                                        | 28,9                                                        | 29,0                                                        | 30,0                                                        | 29,2                                                        | 26,1                                                        | 25,6                                                        | 26,8                                                        | 27,2                                                        | 26,2                                                        | 25,6                                                        | 27,4                                                        |
| Temperatura média (°C)                                      | 15,4                                                        | 16,6                                                        | 17,9                                                        | 17,9                                                        | 18,0                                                        | 17,0                                                        | 15,9                                                        | 15,8                                                        | 16,2                                                        | 15,7                                                        | 14,8                                                        | 14,9                                                        | 16,3                                                        |
| Temperatura mínima média (°C)                               | 11,5                                                        | 13,1                                                        | 14,8                                                        | 15,3                                                        | 15,5                                                        | 16,7                                                        | 16,3                                                        | 16,1                                                        | 15,4                                                        | 12,0                                                        | 11,0                                                        | 10,8                                                        | 14,0                                                        |
| Chuva (mm)                                                  | 11                                                          | 20                                                          | 43                                                          | 52                                                          | 43                                                          | 52                                                          | 62                                                          | 67                                                          | 189                                                         | 196                                                         | 96                                                          | 24                                                          | 778                                                         |
| Humidade relativa (%)                                       | 55                                                          | 54                                                          | 51                                                          | 56                                                          | 54                                                          | 55                                                          | 70                                                          | 70                                                          | 68                                                          | 56                                                          | 55                                                          | 56                                                          | 58                                                          |
| Fonte: FAO                                                  |                                                             |                                                             |                                                             |                                                             |                                                             |                                                             |                                                             |                                                             |                                                             |                                                             |                                                             |                                                             |                                                             |

## Cidades irmãs
- Aurora, Estados Unidos[15]
- Sivas, Turquia[16]